# Тайманс, Седрик
Седрик Тайманс (фр. Cédric Taymans; род. 11 апреля 1975, Иксель) — бельгийский дзюдоист, чемпион и призёр чемпионатов Бельгии, призёр чемпионатов Европы и мира, участник летних Олимпийских игр 2000 года в Сиднее.

## Карьера
Выступал в суперлёгкой весовой категории (до 60 кг). В 1994—2001 годах четырежды становился чемпионом Бельгии и один раз серебряным призёром чемпионатов страны. Серебряный (1999 год) и бронзовый призёр (2000 и 2001 годы) континентальных чемпионатов. В 1997 году стал бронзовым призёром чемпионата мира, а в 2001 году — серебряным призёром чемпионата в Мюнхене. На Олимпиаде в Сиднее в 1/32 финала Тайманс победил украинца Руслана Мирзалиева. В следующей схватке он проиграл американцу Брэндану Гречковски и выбыл из борьбы за медали.